# Јон Георге Маурер
Јон Георге Маурер (Букурешт, 23. септембар 1902 — Букурешт, 8. фебруар 2000) био је румунски комунистички политичар. Био је премијер Румуније између 1961. и 1974. године, министар спољних послова између 1957. и 1958. године и предсједник Државног вијећа између 1958. и 1961. године.